# Cirrus Logic

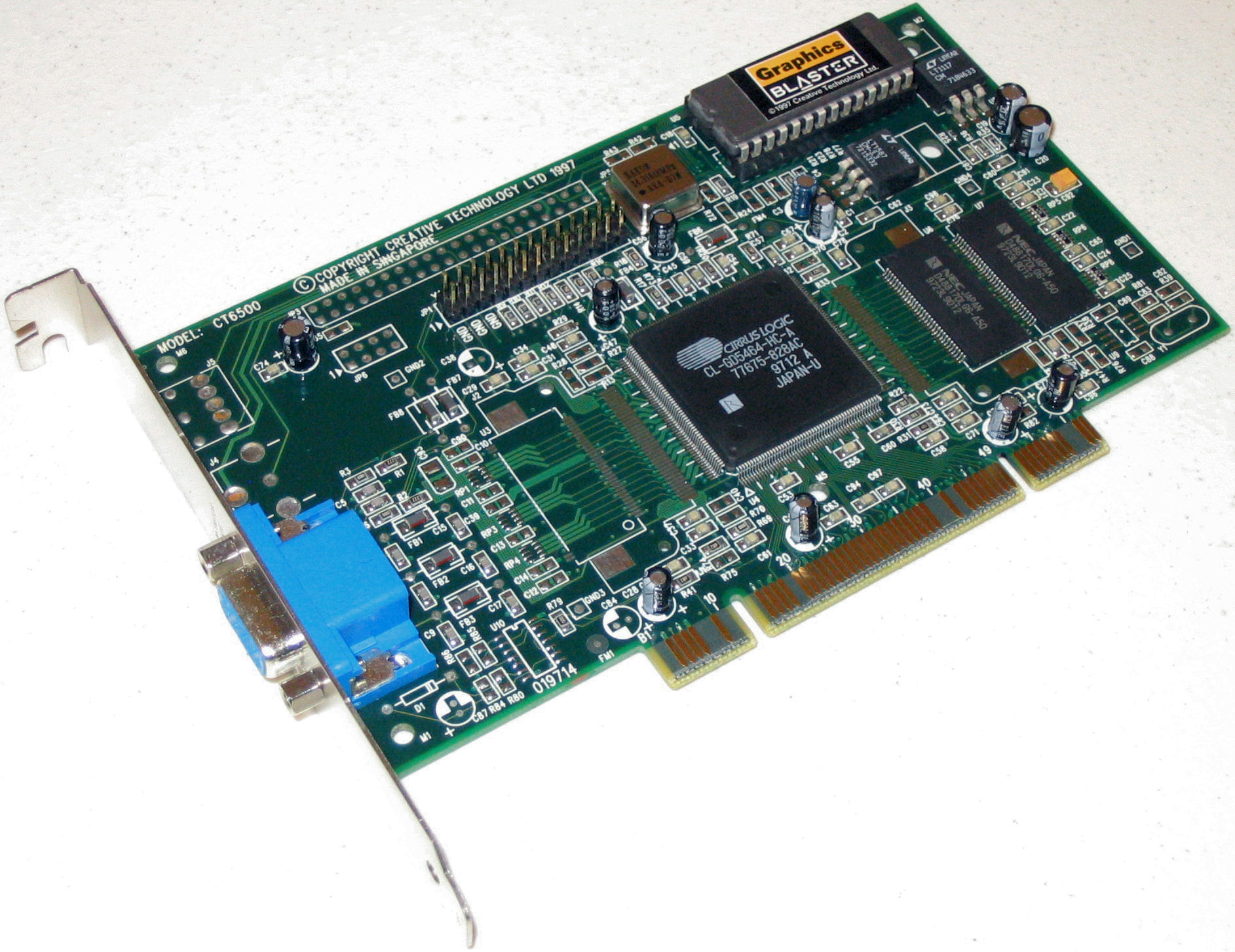
Grafikkarte von Creative mit GD5464 von Cirrus Logic und 4 MB RDRAM

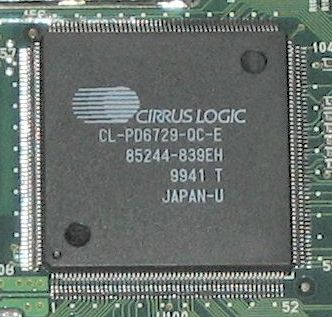
CL-PD6729 PCI zu PCMCIA Host-Adapter

Cirrus Logic ist ein US-amerikanischer fabless Halbleiterhersteller. Gegründet wurde das Unternehmen 1981 als Patil Systems, Inc. von Suhas S. Patil in Salt Lake City/Utah. Es wurde in Cirrus Logic umbenannt, als der Firmensitz 1984 ins Silicon Valley verlegt wurde. Der aktuelle Firmensitz befindet sich in Austin/Texas.
Zurzeit besteht das Produktsortiment hauptsächlich aus Audio-DSPs. In der Vergangenheit stellte Cirrus Logic auch Modem-Chips, Controller-Chips für optische Laufwerke, Sound-Chips für Soundkarten und vor allem Grafikchips her.

## Geschichte
In den frühen 1990er Jahren war Cirrus Logic ein führender Lieferant von günstigen PC-Grafikchips. Cirrus' Windows-Beschleuniger zählten zu den schnellsten des Low-End-Marktsegmentes und waren schneller als die VGA-Chips der Konkurrenz (wie z. B. Oak Technology, Trident Microsystems und Paradise Western Digital). So unterstützte der Cirrus GD-5422 (1992) Hardwarebeschleunigung sowohl beim 256 Farben- als auch im High-Color-Anzeigemodus (65.536 Farben) und war damit einer der günstigsten SVGA-Controller, der beide Anzeigemodi unterstützte.
Mitte der 1990er Jahre, als die Industrie auf den PCI-Bus umstieg, wurde Cirrus von S3 und Trident Microsystems eingeholt. Als der angekündigte Verkaufstermin des GD-5470 Mondello nicht eingehalten werden konnte, sank Cirrus' Ansehen. Mondello wäre der erste 3D-Grafikbeschleuniger von Cirrus gewesen.
Die letzte Grafikchipserie des Unternehmens, namens GD-546x Laguna, benutzte RDRAM anstelle von konventionellem SDRAM. Die Fähigkeiten des Perspective Texture Mapping, Bilinear Filtering, Single-Pass Lightning, Gouraud Shading und Alpha Blending waren sowohl langsam als auch unvollständig implementiert.
Im Jahre 2014 kaufte Cirrus Logic das britische Unternehmen Wolfson Microelectronics für 291 Millionen Britische Pfund auf.

## Grafikchips

### Desktop

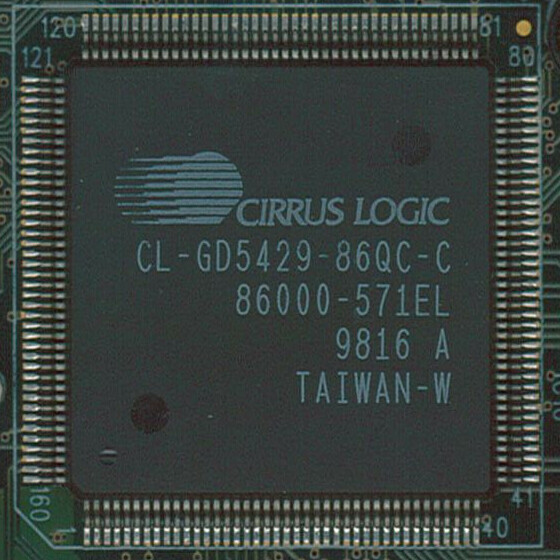
CL-GD5429

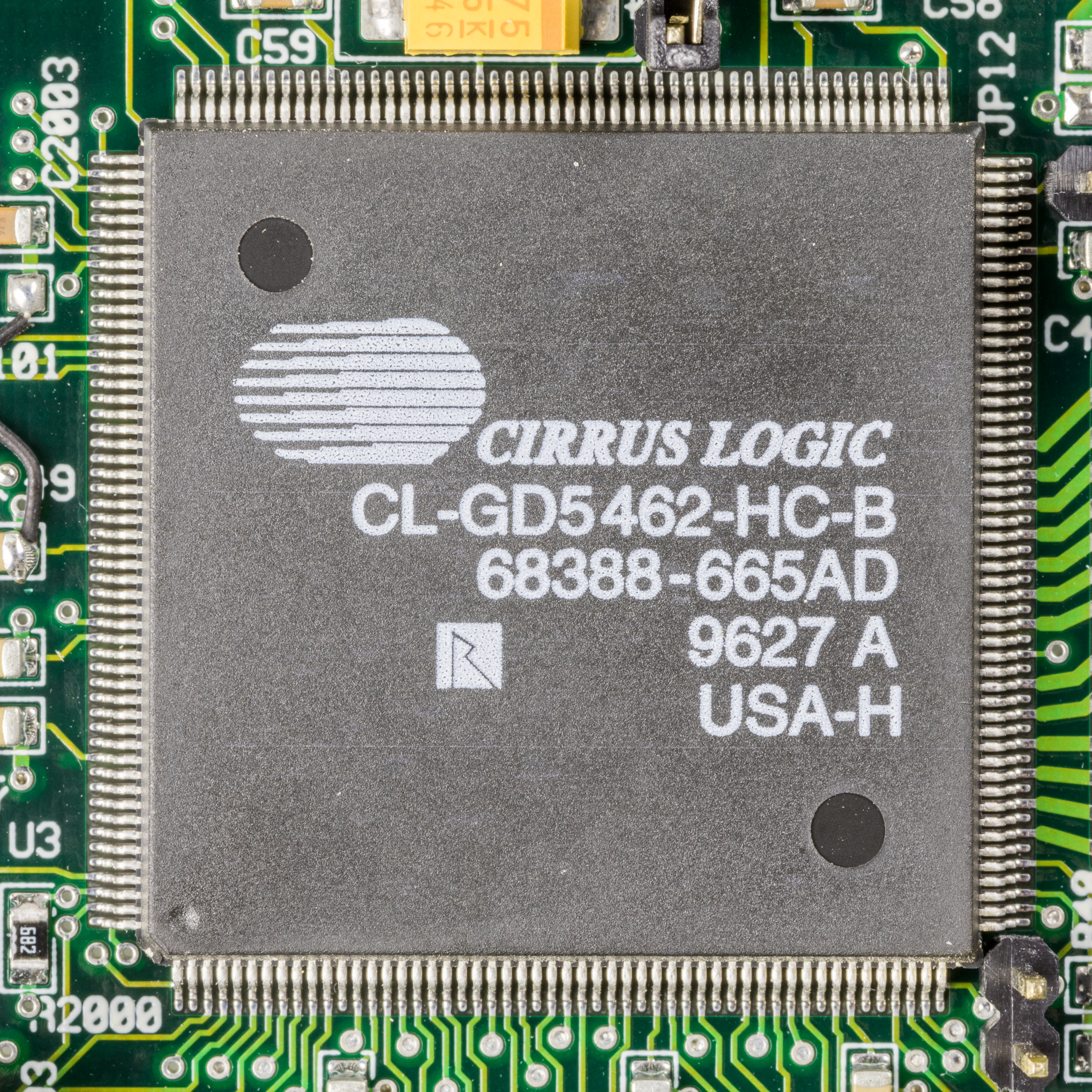
CL-GD5462

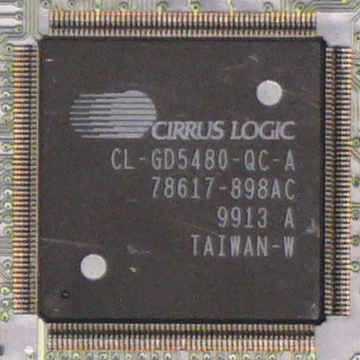
CL-GD5480

- CL-GD5410XM – Alias: Cyrix XpressGraphics (integriert in Cyrix Cx86, Alias: MediaGX CPU) 2112 kB Speicher
- CL-GD5420XM – ISA-SVGA-Chipsatz, hoch-integriert (RAMDAC + PLL), 1 MByte Speicher
- CL-GD5422XM – Erweiterte Version des 5420 (32 Bit internes Speicherinterface, Hardware-BitBLT)
- CL-GD5424XM – VLB-Version des 5422, aber ähnelt dem 5426 in einigen Aspekten
- CL-GD5425XM – wie CL-GD5424, jedoch mit TV-Out (PAL/NTSC)
- CL-GD5426XM – ISA-Bus und VLB mit bis zu 2 Mbyte Speicher
- CL-GD5428XM – Erweiterte Version des 5426
- CL-GD5429XM – Erweiterte Version des 5428; unterstützt offiziell höhere Taktrate des Speichers und besitzt Memory-mapped I/O
- CL-GD5430XM – Ähnlich dem 5429, aber mit 543x Kern (32 Bit Hostinterface)
- CL-GD5434XM – Chip der Alpine-Familie mit internem 64-Bit-Speicherinterface. Unterstützt 64-Bit-Modus nur, wenn mit 2 Mbyte Speicher ausgestattet. Letzter VLB-Bus-Chip
- CL-GD5436XM – Hoch-optimierter 5434
- CL-GD5440XM – Ähnlich dem 5430, besitzt zusätzlich einen Video-Beschleuniger
- CL-GD54M40X – Lowcost-Version des 5440 im 160-Pin-Gehäuse
- CL-GD5446XM – Weiteres Mitglied der Alpine-Familie von 2D-Beschleunigern; 5436 erweitert um Videobeschleuniger, EDO-Ram, der Video-Frontend-Chip PX4072 ist ein umgelabelter VPX3216 von ITT
- CL-GD546X0M – Die Laguna-VisualMedia-Familie von 3D-Beschleunigern (5464 = PCI, 5465 = AGP). Diese Chips benutzen RDRAM. Der 5462 ist ein 2D-Beschleuniger inklusive einer BitBLT-Engine, Video-Windows und 64×64-HW-Cursor
- CL-GD5480XM – benutzt SGRAM, max. 4 MB, 64 Bit breit

### Notebook

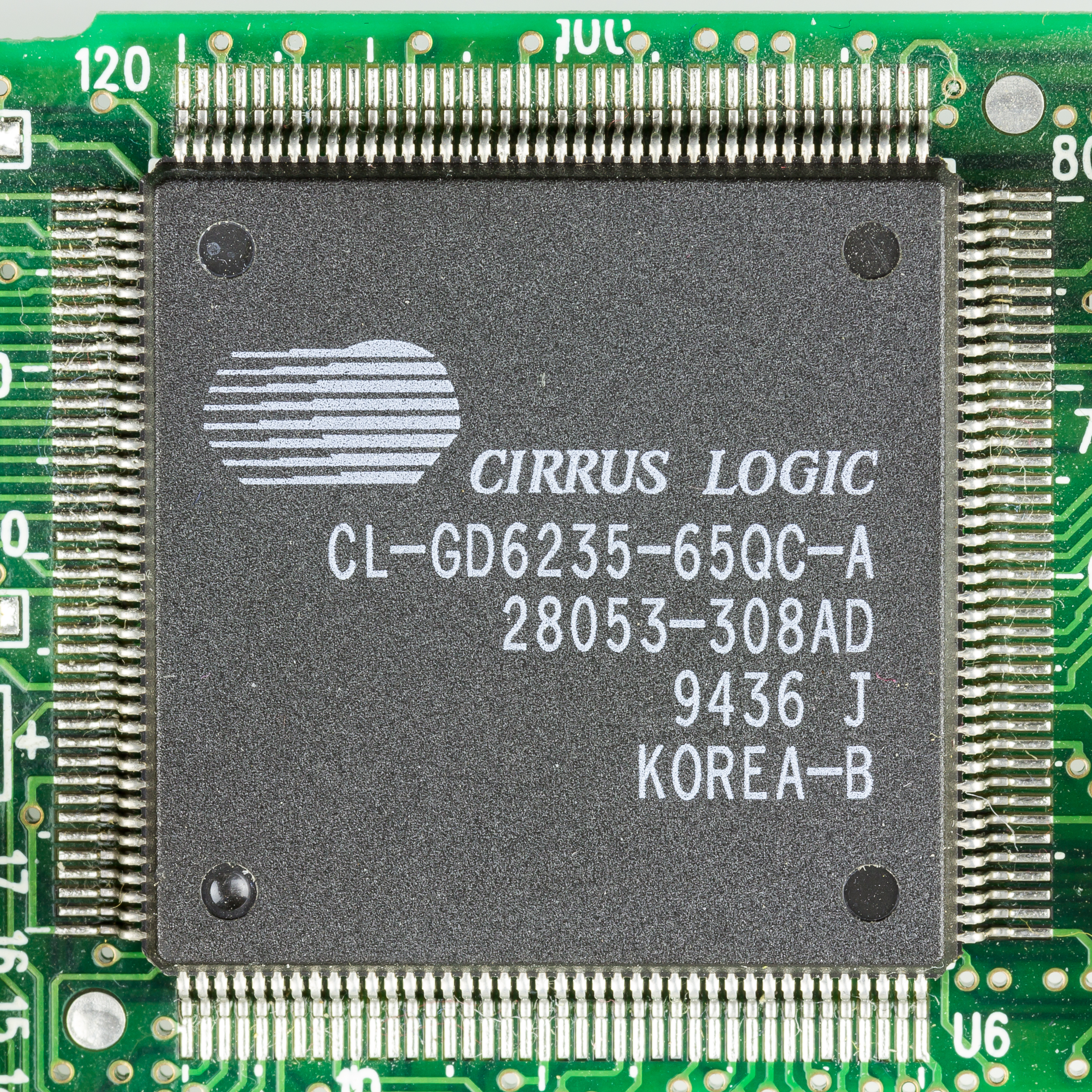
CL-GD6235

- CL-GD6410/6420/6440 – Verwendet in einigen Notebooks, ähnlich älteren Cirrus-Chipsätzen (5410/AVGA2)
- CL-GD6205/6215/6225/6235 – Kompatibel mit dem 5420
- CL-GD7541/7542/7543/7548 – Kompatibel mit dem 5427/3x